# Islamska zajednica Bošnjaka u Švedskoj
Islamska zajednica Bošnjaka u Švedskoj (IZBŠ) (šv.: Bosniakiska Islamiska Samfundet) je vjerska organizacija Bošnjaka muslimana na području Švedske. 
Najviši predstavnik Islamske zajednice Bošnjaka u Švedskoj je glavni imam. Trenutni glavni imam Islamske zajednice Bošnjaka u Švedskoj je Idriz ef. Karaman. Islamska zajednica Bošnjaka u Švedskoj je do danas u okviru Islamske zajednice u Bosni i Hercegovini na nivou medžlisa. Kao takva, sastavni je dio Mešihata Islamske zajednice Bošnjaka u Zapadnoj Europi, zbog čega je reis-ul-ulema vrhovni poglavar Bošnjaka muslimana i u Švedskoj.
Sjedište Islamske zajednice Bošnjaka u Švedskoj nalazi se u Trollhättan u.

## Organizacija
Islamska zajednica Bošnjaka u Švedskoj osnovana je 1995. godine. U sastavu Islamske zajednice Bošnjaka u Švedskoj se nalazi 26 registriranih džemata s 12.000 vjernika. Rad i aktivnosti usklađeni su s važećim zakonima Švedske i pravnim aktima Islamske zajednice u Bosni i Hercegovini.

## Vanjske poveznice
- Osman ef. Kozlić postao prvi muftija Islamske zajednice Bošnjaka u Švedskoj